# Gisela Bonn
Gisela Bonn, eigentlich Gisela Döhrn (geboren  22. September 1909 in Elberfeld; gestorben 11. Oktober 1996 in Stuttgart), war eine deutsche Journalistin.

## Leben
Gisela Margarete Ellen Döhrn war die Tochter des Lehrers Heinz Döhrn. Nach dem Abitur studierte sie ab 1929 Musik- und Theaterwissenschaft, Germanistik, Kunstgeschichte und französische Philologie in Köln, Rostock und Wien, wo sie 1936 über Die Volksliedbearbeitungen bei Johannes Brahms promoviert wurde. Schon als Studentin schrieb sie Zeitungsbeiträge für den Elberfelder Anzeiger. 1934 versuchte sie sich bei Franz Osten als Drehbuchautorin in Lustspielkurzfilmen. Döhrn wurde 1934 Schriftleiterin und Mitglied im gleichgeschalteten Reichsverband der Deutschen Presse, was eine Doppelmitgliedschaft in der Reichskulturkammer ausschloss.
Am 28. Dezember 1936 heiratete sie Hermann Pörzgen, Journalist und Auslandskorrespondent der Frankfurter Zeitung, und ging mit ihm im Juli 1937, ebenfalls als Auslandskorrespondentin, mit Genehmigung des Reichsministeriums für Volksaufklärung und Propaganda und des Auswärtigen Amts nach Moskau. Döhrn schrieb für die Münchner Neueste Nachrichten, die Leipziger Neueste Nachrichten, das Hamburger Fremdenblatt und die Essener Nationalzeitung. Nach Kriegsausbruch 1941 wurden beide, zusammen mit dem deutschen Botschaftspersonal, zunächst interniert und dann an der Sowjetisch-türkischen Grenze ausgetauscht. Weiterhin unter dem Namen Gisela Döhrn schrieb sie 1941/42 zwei Berichte über ihren Aufenthalt in Moskau – Pörzgen hatte bereits 1936 einen Reisebericht über Russland veröffentlichen können. Ihre Rußlandreportage Das war Moskau wurde 1946 in der SBZ in die Liste der auszusondernden Literatur gestellt. Als Pörzgen Anfang 1942 vom Auswärtigen Amt an das Generalkonsulat in das spanisch besetzte Tanger entsandt wurde, berichtete Döhrn wieder für dieselben Zeitungen und auch für die NSDAP-Parteipresse. In Giselher Wirsings nationalsozialistischer Monatszeitschrift Das XX. Jahrhundert veröffentlichte sie 1942 einen Bericht über Die Zersetzung des französischen Kolonialreichs.
Nach dem Krieg wurde sie von Pörzgen, der bis 1955 in sowjetischer Kriegsgefangenschaft blieb, geschieden, heiratete Giselher Wirsing und veröffentlichte, ab nun unter dem Pseudonym Gisela Bonn, 1947 zunächst zwei Lyrikbände Sommer einer jungen Frau und Geliebte kleine Welt sowie die Novelle Benita Benarte.
Sie wurde nun eine produktive Länderbuchautorin über Regionen in der Dritten Welt, die sie auch bereiste: Ägypten und Sudan, eine Biografie über Léopold Sédar Senghor, ein Afrika-Buch. Dann verlegte sie ihr Interesse ganz auf Asien, wurde Chef-Redakteurin der Vierteljahreszeitschrift "IndoAsia" und schrieb einen Indien-Reiseführer sowie mehrere Länderbücher mit Wirsing, der inzwischen Chefredakteur der Zeitschrift Christ und Welt geworden war, und schließlich auch eine Biografie Jawaharlal Nehrus. Zwischendurch hatte sie 1968 dem Zeitgeist entsprochen und ein Buch über die kalifornischen Hippies und Blumenkinder veröffentlicht. Neben der Herausgabe von Büchern war Bonn in dieser Phase auch Autorin und Regisseurin von über 20 Fernseh-Dokumentarfilmen, in denselben Themenkreisen wie ihre Schriften.

## Auszeichnungen
Bonn wurde vielfach ausgezeichnet: sie erhielt 1969 den Senegalesischen Nationalorden, 1972 das Bundesverdienstkreuz 1. Klasse und 1989 das Große Bundesverdienstkreuz, den ägyptischen Ordre al-Kamal im Jahr 1975, 1978 die Goldene Verdienstmedaille des Landes Baden-Württemberg und 1986 dort auch den Professorentitel, 1990 den Padma-Shri-Award aus Indien und 1994 den Margret-Boveri-Preis für wissenschaftliche Journalistik.
Der Indian Council for Cultural Relations hat 1996 den Gisela-Bonn-Preis für besondere Leistungen auf dem Gebiet der Deutsch-Indischen Beziehungen gestiftet, der jährlich verliehen wird.

## Schriften (Auswahl)
als Gisela Bonn
- Angkor: Toleranz in Stein, 1996
- Nehru: Annäherungen an einen Staatsmann und Philosophen, 1992
- Bhutan: Kunst und Kultur im Reich der Drachen, 1988
- Die indische Herausforderung: eine Begegnung mit Indien, 1985
- Nepal, 1983
- Khajuraho-Tempel der Liebe, Tempel der Götter. In: Indo-Asia, 18. Jh. Tübingen 1976
- Indien und der Subkontinent, 1974
- Afrika – dunkle Trommel, 1970
- Léopold Sédar Senghor. Wegbereiter der culture universelle 1968
- Unter Hippies, 1968
- Afrika verlässt den Busch. Kontinent der Kontraste 1965
- Das doppelte Gesicht des Sudan, 1961
- Neues Licht aus Indien, 1958
- Neue Welt am Atlas; was geht vor in Marokko, Algerien, Tunesien, 1955
- Neue Welt am Nil; Tagebuchblätter einer Reise nach Ägypten und dem Sudan, 1953
- Marokko: Blick hinter den Schleier, Hamburg 1950
- Benita Benarte. Erzählung, C. Weller, Konstanz 1947
- Geliebte kleine Welt. Verse und Reime, C. Weller, Konstanz 1947
- Sommer einer jungen Frau, C. Weller, Konstanz 1947

als Gisela Döhrn
- Zwischen Vichy und Casablanca. Die Zersetzung des französischen Kolonialreichs, in: Das XX. Jahrhundert, 4 (1942)
- Der entzauberte Kreml. Ein politisches Tagebuch aus der Sowjet-Union, Willmy, Nürnberg 1942
- Fairness : Zážitky německého diplomata, Praha: Orbis, 1942 (cz)
- Das war Moskau: vier Jahre als Berichterstatterin in der Sowjetunion, Berlin: Limbach 1941 (Mit 130 Amateurfotos der Autorin)
- An einen geliebten Soldaten. Neue Verse, Berlin: V. Hugo, 1941
- Ein kleiner blauer Himmel. Reime und Gedichte, Berlin: Hugo, 1939